# Aspazija
Aspazija, pseudonimo di Johanna Emīlija Lizete Rosenberga, coniugata Pliekšāne (Jelgava, 1865 – Dubulti, 1943), è stata una scrittrice lettone.
Moglie del più celebre poeta Rainis, fu tra le prime femministe della Lettonia ed incentrò le sue opere teatrali sul tema dell'emancipazione femminile.